# Karel Mitrovský z Nemyšle
Karel Mitrovský z Mitrovic a Nemyšle (německy Karl Mittrovsky von Mittrowitz und Nemischl, 3. srpna 1738, Banská Štiavnica – 23. března 1816, Vídeň) byl český šlechtic z uherské větve starého šlechtického rodu Mitrovských z Nemyšle.

## Život
Narodil se jako mladší syn svobodného pána Jana Nepomuka Mitrovského (1704–1760) a jeho manželky Marie Kazimíry Blankovské z Dorušic († 1781). Měl dva bratry Josefa Antonína Františka, Antonína Arnošta a sestru Marii Annu (1736-1799), provdanou Desfoursovou. Otec působil jako státní úředník v Uhrách, proto se Karel, stejně jako jeho sourozenci, narodil v Banské Štiavnici.
V mládí vstoupil do jezuitského řádu, který však brzy opustil a podle vzoru svého otce se věnoval činnosti v oblasti geologie a mineralogie. Zastával úřady důlního rady v hornouherské Banské Štiavnici a následně působil jako nejvyšší komorní rada a tajný rada v Uherském království, kdy byl pověřen řízením královských dolů v Uhrách. Vyznačoval se velkou odborností a rozhledem a zasadil se za některá technická zlepšení a dopravní. Prostřednictvím toho je významné hornické město Banské Štiavnici přímo spojeno se sousedními župy.
Baron Karel Mitrovský z Nemyšle zemřel ve Vídni v pokročilém věku dne 23. března 1816.
Jeho syn Josef se stal zakladatelem uherské linie rodu Mitrovských.